# إستر دي جونغ
إستر دي جونغ (بالهولندية: Esther De Jong)‏ هي كاتِبة وعارضة هولندية، ولدت في 16 مايو 1974 في هولندا في مملكة هولندا.

## روابط خارجية
- إستر دي جونغ على موقع دليل عارضات الأزياء (الإنجليزية)